# George Arnold Escher

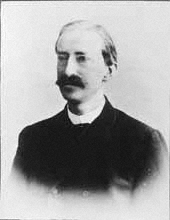
George Arnold Escher

George Arnold Escher (* 10. Mai 1843 in Den Haag; † 14. Juni 1939 ebenda) war ein niederländischer Wasserbauingenieur und zusammen mit Johannis de Rijke und Cornelis Johannes van Doorn während der Meiji-Zeit ein ausländischer Berater des japanischen Innenministeriums.
Er war der Vater des Grafikdesigners M. C. Escher und des Geologen Berend George Escher.

## Wirken
Escher studierte an Technischen Universität Delft und arbeitete nach seiner Graduierung zunächst bei der Niederländischen Staatsbahn an der Realisierung der Streckenführung zum Bau der Eisenbahnlinie von Alkmaar nach Nieuwegein. Nach einer Ausschreibung bewarb er sich um eine Anstellung beim Amt für Wasserwirtschaft, dem Rijkswaterstaat, und war dort zunächst Assistent des Chefingenieurs des Wassermanagements in Den Haag.
Von der japanischen Regierung aus Anlass der Modernisierung Japans als O-yatoi gaikokujin (Kontraktausländer) die Stelle als Berater und Planungsingenieur angeboten, arbeitete Escher mit seinen Landsleuten Johannis de Rijke und Cornelis Johannes van Doorn vom September 1873 bis Juli 1878 in Sakai an der Restauration des Flusses Yodo (Osaka) und baute in der Präfektur Fukui einen Hafen.
Die Reise zurück in die Niederlande führten ihn über Hongkong, Singapur, Java, Ägypten und Italien, wo er sich 1879 zunächst, nach einem Erlass vom 7. April 1879 wieder im Wassermanagement des Rijkswaterstaat eingesetzt, in Maastricht niedergelassen hatte und sich dem Entwurf und Bau des Merwede-Kanals widmete.
Ab 1890, als Chefingenieur für die Bezirke Friesland und Groningen mit Sitz in Leeuwarden, gehörte zu seinen Aufgaben die Regulierung des Bodenniveaus in Friesland und der Bau von Kaimauern für Seeschiffe des Hafens von Delfzijl. 1903 wurde er dann zum Chefingenieur des Gelderland-Managements in der Provinz Gelderland ernannt. Mit einer Feier am 1. Juli 1908 geehrt und in den Ruhestand verabschiedet, beendete Escher seine berufliche Karriere.

## Privates
Escher war zweimal verheiratet. Aus seiner ersten Ehe mit Charlotte Marie de Hartitzsch (1851–1885), die er 1882 heiratete und 1885 verstarb, gingen zwei Söhne hervor: Edmond George (1883–1964) und Berend George (1885–1967). 1892 ehelichte er dann Sara Adriana Gleichman (1860–1940), mit der er die drei Söhne, Johan George (1894–1969), Arnold August (1896–1925) und Maurits Cornelis (1898–1972), hatte.
Trotz seines erfüllten Lebens, hatte Escher mit dem Tod seiner ersten Frau und dem Unfalltod seines Sohnes Arnold August an zwei schweren Schicksalsschlägen zu tragen.

## Trivia
Nach seiner Rückkehr aus Japan in das katholisch geprägte Maastricht war Escher auf der Suche nach einer Frau, die sich für ihn als Protestanten nicht so einfach gestaltete. So schrieb er in seiner Biografie „Das katholische Maastrich war in dieser Hinsicht jedoch nicht geeignet.“ Er kenne zwar einige begabte und attraktive Frauen und Mädchen im protestantischen Kreis aber diese passten keineswegs zur Gleichung w = 1 / 2m + 10, in der 'w' das richtige Alter für ein Mädchen ist und 'm' das Alter des Mannes darstellt.

## Nachweise
1. ↑  Registration on May 10, 1843 in 's-Gravenhage (Netherlands). In: openarch.nl. Abgerufen am 12. Dezember 2022 (englisch).
2. ↑  Overlijdensakte George Arnold Escher. Gemeinde Den Haag/’s-Gravenhage, abgerufen am 12. Dezember 2022 (niederländisch).
3. 1 2 3  Y. Kamibayashi: The Background of GA. Escher, Hollander Engineer who supported Jode Rijke for 40 years. J-Stage, abgerufen am 22. August 2020 (englisch).
4. 1 2 3 4  Collectie Familie Escher. (PDF) National Archief, Niederlande, S. 15–17, abgerufen am 23. August 2020 (niederländisch).
5. ↑  Das Leben des M.C. Escher. Escher in het Palais, abgerufen am 22. August 2020.
6. ↑  Hans Mees: Arnold August Escher (1896–1925). Genealogie Wytema, abgerufen am 23. August 2020.
7. ↑  F. H. Bool et al.: G. A. Escher. In: Notatu Dignum. Archiviert vom Original am 15. Dezember 2005; abgerufen am 23. August 2020 (englisch).

| Personendaten    | Personendaten                       |
| ---------------- | ----------------------------------- |
| NAME             | Escher, George Arnold               |
| KURZBESCHREIBUNG | niederländischer Wasserbauingenieur |
| GEBURTSDATUM     | 10. Mai 1843                        |
| GEBURTSORT       | Den Haag                            |
| STERBEDATUM      | 14. Juni 1939                       |
| STERBEORT        | Den Haag                            |